# 세드나 (이누이트 신화)

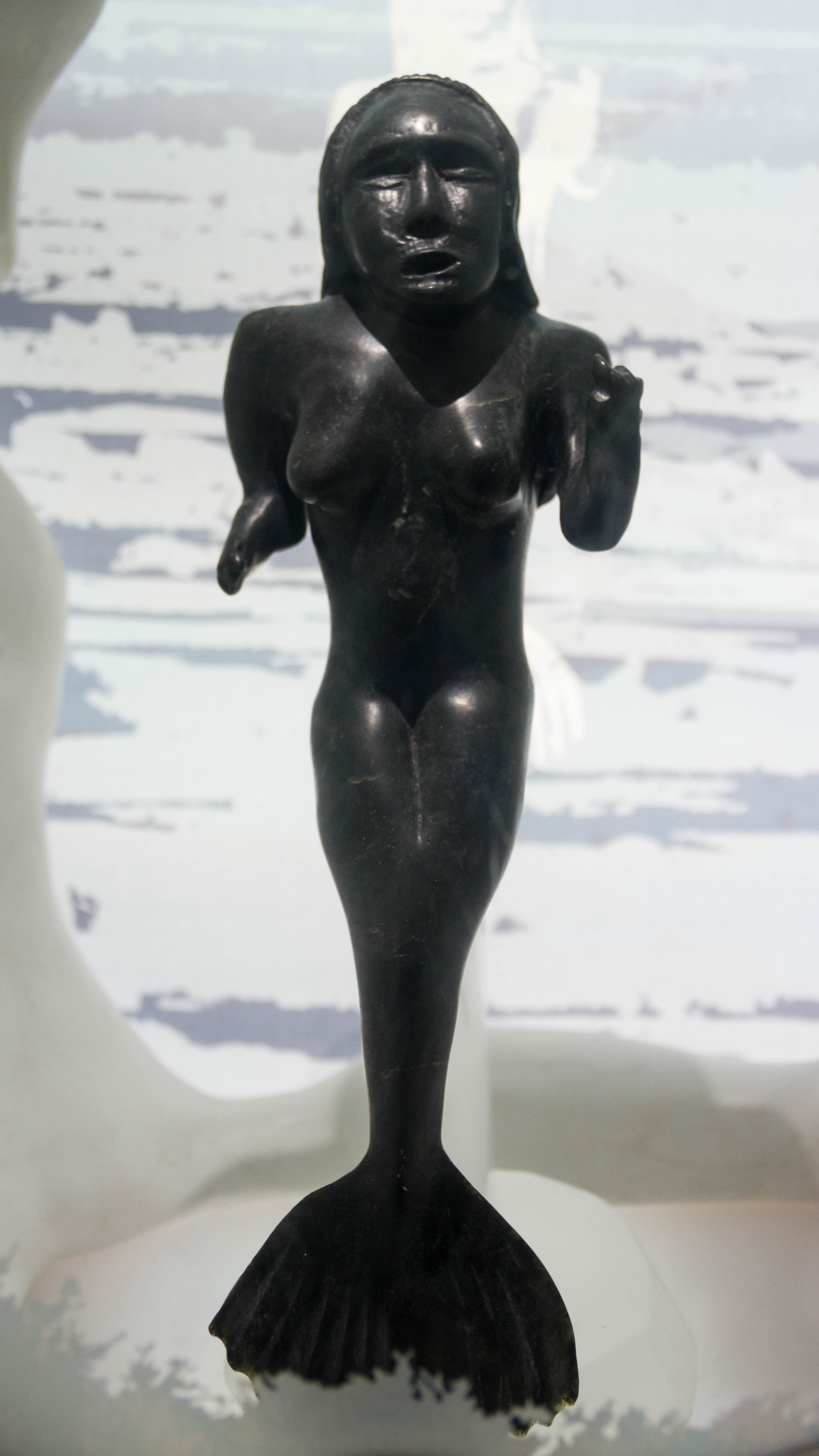

세드나(이누크티투트어: ᓴᓐᓇ Sanna)는 북아메리카의 극지방에 사는 에스키모계 선주민족(특히 캐나다의 이누이트)의 신화에 등장하는 바다의 여신이다. 「바다의 여왕」이라고도 불리며 바다에 사는 동물의 관리를 하고, 또 인간의 조상이라고도 한다.

## 전승
이누이트 사이에서는 바다의 신이나 주인이라기 보다도 선조의 영혼으로서 숭배되고 있다. 거기에는 아래와 같은 전승이 있다.
원래 지상에는 오래된 종족인 인간들 (일설에는 거인들) 이 살고 있어 세드나도 그 중 한 명이었다. 세드나는 아름답고 착한 여자아이였지만 어느 날 "누구의 신부도 되지 않을거야" 라고 말했다고 한다. (그 이유에 대해서는 부족이나 이야기에 따라 달라 일정치 않다.)
그녀의 아버지는 그녀에게 내리는 벌로써 그녀를 개의 부인으로 줘버렸다. 개와 그녀 사이에는 몇 명의 자식들이 태어났다.
어느 날 세드나의 앞에 젊은 남자가 나타나 많은 수의 모피와 옷과 모포를 주겠다고 그녀를 꼬드겨 데리고 사라졌다. 그러나 사실 그 남자의 정체는 알바트로스(또는 갈매기, 까마귀)였다. 얼마 지나지 않아 세드나의 아버지가 그녀를 데리고 가려고 찾아왔다. 부녀는 바다로 도망쳤다.
다 도망쳤다고 안심한 순간 부녀가 탄 배를 폭풍이 덮쳤다. 세드나의 아버지는 세드나를 납치한 남자가 폭풍을 일으켜 딸을 다시 데려가려고 하는 것을 깨닫고 매우 놀라 세드나를 배에서 밀어 떨어 뜨리고 뱃전에 매달리는 그녀의 손과 왼쪽 눈을 노로 때리고 딸을 얼어붙는 바다에 가라앉혔다.
집에 돌아온 세드나의 아버지에게 세드나의 남편인 개가 그녀의 소식을 물었지만 꺼림칙했던 세드나의 아버지지는 그 개도 물에 가라앉혀 죽여버렸다. 일설에는 세드나의 아버지가 세드나에게 가장 처음 벌을 내렸을 때 아버지에게 버림받은 세드나에게 몰래 먹이를 가져다 주고 그녀를 지켜줬기 때문에 주인이었던 세드나의 아버지의 노여움을 사 죽었다고도 한다.
남겨진 세드나의 자식들은 다른 섬으로 갔다. 그 세드나의 자식들이 지금의 인간의 선조가 되었다.
해저에 가라앉은 세드나는 원한 때문에 죽지 않았다. 세드나의 다리는 물고기처럼 변했고 그녀는 해저에서 바다의 여신이 되었다. 그녀는 돌과 고래의 뼈로 바닷속에 집을 만들었다. 그녀와 함께 바다로 가라앉은 그녀의 남편인 개는 그녀의 새 집의 문지기가 되었다.
세드나의 아버지는 그 후, 파도에 휩쓸려 역시 바다에 가라앉았다. 세드나는 아버지를 자신의 집에 맞아 들였다. 일설에는 세드나가 아버지를 집에 가두고 두번 다시 집 밖으로 나가지 못하게 했다고도 하고, 아버지가 스스로의 행동을 부끄럽게 여겨 세드나에게 사죄했기 때문에 사이좋게 지냈다고도 한다.
또 다른 이야기로는 세드나는 고기를 먹는 것을 매우 좋아해 그녀의 부모님이 자고 있을 때 부모님의 손발을 먹어버리려고(혹은 먹었다고)했기 때문에 양친으로부터 바다에 던져졌다고도 한다.

## 세드나의 역할
상기 전승의 결과로 세드나는 해저에서 바다의 죽은 자의 나라의 관리자가 되었다. 그녀의 남편이기도 한 문지기 개는 죽은 자를 세드나에게 안내하는 역할을 맡고 있다.
한편, 그녀가 아버지로부터 바다로 버려질 때 그녀가 떨어지지 않기 위해 뱃전을 붙잡은 손을 아버지가 도끼로 잘라내었는데 이 때 떨어진 세드나의 손가락 한 마디 한 마디가 지금의 바다표범, 물개 등이 되었다고 전해지며 세드나는 바다짐승들의 지배자가 되었다. 세드나는 그 바다짐승들을 그녀의 자식들의 후예인 인간에게 베푼다고 한다.
세드나는 물고기들도 지배하는데, 지상에 있을 때의 자신의 불행에 대한 분노로 폭풍우를 일으키므로 흉어일 때는 인간들이 세드나에게 신탁을 구한다. 인간 샤먼(주술사)들이 때때로 물고기로 변해 바다로 들어가서 손가락을 잃어버린 세드나의 머리를 빗겨주면 매우 기뻐한다고 한다.